# Antonio McKay
Antonio McKay (ur. 9 lutego 1964 w Atlancie) – amerykański lekkoatleta specjalizujący się w biegach sprinterskich, dwukrotny mistrz olimpijski w biegach sztafetowych 4 x 400 metrów (Los Angeles 1984, Seul 1988), brązowy medalista olimpijski w biegu na 400 metrów (Los Angeles 1984), dwukrotny halowy mistrz świata w biegu na 400 metrów (Indianapolis 1987, Budapeszt 1989).
Halowy rekordzista świata w biegu na 400 m z 1984 roku, z czasem  45,79.
W 1990 r. został zawieszony za stosowanie niedozwolonych środków dopingujących, jednakże po 3 miesiącach dyskwalifikacji został oczyszczony z zarzutów.

## Sukcesy sportowe
- sześciokrotny halowy mistrz Stanów Zjednoczonych w biegu na 400 m – 1985, 1986, 1987, 1988, 1989, 1993[2]

| Rok  | Miasto       | Zawody                      | Konkurencja                      | Wynik                     |
| ---- | ------------ | --------------------------- | -------------------------------- | ------------------------- |
| 1984 | Los Angeles  | letnie igrzyska olimpijskie | sztafeta 4 × 400 m bieg na 400 m | złoty medal brązowy medal |
| 1986 | Moskwa       | igrzyska Dobrej Woli        | bieg na 400 m                    | złoty medal               |
| 1987 | Rzym         | mistrzostwa świata          | sztafeta 4 × 400 m               | złoty medal               |
| 1987 | Indianapolis | halowe mistrzostwa świata   | bieg na 400 m                    | złoty medal               |
| 1988 | Seul         | letnie igrzyska olimpijskie | sztafeta 4 × 400 m               | złoty medal               |
| 1989 | Budapeszt    | halowe mistrzostwa świata   | bieg na 400 m                    | złoty medal               |
| 1991 | Sewilla      | halowe mistrzostwa świata   | sztafeta 4 × 400 m               | srebrny medal             |

## Rekordy życiowe
- bieg na 200 m – 20,90 – Bratysława 14/06/1989
- bieg na 300 m – 32,57 – Jerez de la Frontera 03/09/1990
- bieg na 300 m (hala) – 32,51 – Stuttgart 01/02/1987
- bieg na 400 m – 44,69 – Zurych 13/08/1986
- bieg na 400 m (hala) – 45,59 – Budapeszt 04/03/1989